# Pristimantis phalarus
Pristimantis phalarus är en groddjursart som först beskrevs av Lynch 1998.  Pristimantis phalarus ingår i släktet Pristimantis och familjen Strabomantidae. IUCN kategoriserar arten globalt som sårbar. Inga underarter finns listade i Catalogue of Life.